# Комаров Богдан Михайлович
Богда́н Миха́йлович Комаро́в (6 (18) січня 1882, Київ — 18 грудня 1975, Ленінабад (Ходжент)) — український бібліограф, публіцист, лексикограф, природознавець. Заслужений діяч науки Таджицької РСР (1957). Син Михайла Комарова, брат поетеси Галини Комарової.

## Родина
Народився в Києві в сім'ї українського фольклориста Михайла Комарова, що сповідував народницькі цінності та ідеали. Росіяни за походженням, Комарови поселилися в Україні, сприйняли її мову і культуру. Від 1887 року й до кінця життя М. Комаров працював нотаріусом в Одесі, був співзасновником одеської «Просвіти». Громадянська позиція та діяльність батька позначилися на вихованні та формуванні світогляду сина, який рано потрапив у поле зору поліційних агентів.
Загалом у Богдана Комарова було п'ятеро сестер і один брат: Маргарита, Любов, Галина, Леоніда, Віра, Юрій.
Родина Комарових тісно пов'язана з розвитком україністики. Сам Комаров — один із засновників товариства імені Тараса Шевченка. Одна з п'яти дочок Комарова — Маргарита — тісно дружила з Ларисою Косач. Племінник Комарова Роман Волянський разом із Комаровим розвивав Українську бібліотеку Одеси. Другий племінник — Богдан Волянський — знатний зоолог, розвивав Наукове товариство ВУАН в Одесі.

## Життєпис
1900 року Б. Комаров вступив на природниче відділення фізико-математичного факультету Новоросійського університету, однак за участь у студентських революційних заворушеннях відрахований зі складу студентів (1902). Закінчив Новоросійський університет у 1907 році.
Навчався у Львівському, Віденському та Краківському університетах.
З 1906 року учителював на Одещині, перебуваючи під негласним наглядом поліції.
Ініціатор створення Державної української бібліотеки ім. Т. Г. Шевченка та її завідувач упродовж 1920—1930 років (1930-го реорганізована в ОНБ ім. Горького).
У 1920—1930 роках викладав на робітничому факультеті Одеського інституту народної освіти, у 1930—1931 роках обіймав посаду професора Одеського інституту соціального виховання.
Співорганізатор Українського бібліографічного товариства в Одесі 1924-1930.
Співредактор журналу «Записки українського бібліографічного товариства в Одесі». У 1929—1931 роках завідував відділом «Україніка» Української державної бібліотеки (1930 об'єднана з Одеською державною бібліотекою).
Улітку 1931 року заарештований у справі СВУ. Відбував річне адміністративне заслання в Курську (за іншими даними в Орлі), без права повернення в Україну.
Викладав у Середньоазіатському плодоовочевому інституті у Ленінабаді (Ходженті), де заснував природничо-географічний факультет і власну наукову школу.
Брав участь у наукових експедиціях з дослідження флори у важкодоступні райони Таджикистану.
У 1946 році захистив дисертацію і здобув науковий ступінь кандидата біологічних наук. Протягом 25 років завідував кафедрою ботаніки Ленінабадського педагогічного інституту.
Помер 18 грудня 1975 року в Ленінабаді.

## Наукова діяльність
Автор низки бібліографічних та лексикографічних видань:
 — «Бібліографічний покажчик літературної діяльності Б. М. Комарова (1865—1913)» (1913);
 — «Короткий російсько-український словник термінів з природознавства. Вип. 1. Фізика» (1919);
 — «Короткий українсько-російський словник бібліотечної термінології» (1926, у співавторстві з Р. Волянським);
 — «Матеріали до словника псевдонімів та криптонімів українських авторів. Головним чином за рукописними матеріалами М. Комарова» (1928);
 — «Огляд природознавчих праць М. Максимовича» (1929); — «Визначник рослин Північного Таджикистану» (1967).
Впродовж 1926—1930 рр. опублікував цикл важливих статей про наукову роботу одеських бібліотек та Українського бібліографічного товариства.
Автор науково-популярних книг з питань використання природних ресурсів та охорони природи.
Працював над спогадами «Бібліотека моєї пам'яті» (опубліковані 1971 розділи про зв'язки родини Комарових з Лесею Українкою).

## Матеріали у архівах
В ОННБ зберігається частина архіву М. Ф. Комарова (на сьогодні оцифрованих). Це машинописні копії листів (бл. 500 одиниць). Оригінали одеського архіву не збереглися. Частина таджикистанського архіву ймовірно потрапила до родичів Б. М. Комарова, що нині проживають в РФ.
У період сер. 1960-х — 1975 рр. адміністрація ОННБ встановила контакти з Б. М. Комаровим. Цінні відомості про обставини життя Комарових та україніку Одеси містять листи Богдана Комарова до Григорія Зленка — зав. редакційного відділу бібліотеки і нині провідного дослідника життя і творчості Михайла і Богдана Комарових (бл. 100 одиниць).
Публікації спогадів М. Ю. Волянської та Б. М. Комарова, а також матеріал про життя і творчість Б. М. Комарова за авторства Г. В. Закіпної вийшли в четвертому та шостому випусках збірника «Дім князя Гагаріна» Одеського літературного музею (2007, 2011 рр.).

## Нагороди
- Медаль «За доблесну працю у Великій Вітчизняній війні 1941—1945 рр.»
- Звання «Заслужений діяч науки Такжикської РСР»